# BBVA Foundation Frontiers of Knowledge Award
BBVA Foundation Frontiers of Knowledge Awards (исп. Premios Fundación BBVA Fronteras del Conocimiento, дословно — «Награды Фонда „Би-Би-Ви-Эй“ „Рубежи знаний“») — международная награда, присуждаемая BBVA Foundation совместно с Высшим советом по научным исследованиям Испании.

## История
Основана в 2008 году, первое награждение состоялось в 2009 году. Награда вручается ежегодно во дворце маркиза Саламанки в Мадриде. Лауреатам премий вручаются диплом, памятная скульптура и денежное вознаграждение в размере 400 тыс. евро по каждому из направлений. Среди награждённых есть пять лауреатов Нобелевской премии.
Программа международных наград включает ряд премий по отдельным направлениям:
- Фундаментальные науки (математика, физика, химия)
- Биомедицина
- Изменение климата
- Экология и сохранение биологического разнообразия — в этой области её называют эквивалентной Нобелевской премии[4] (которая не вручается по наукам об окружающей среде)
- Информационно-коммуникационные технологии
- Экономика, финансы и менеджмент
- Сотрудничество в целях развития
- Академическая музыка (до 2009 года Искусства)

## Лауреаты премии
| Год  | Лауреат                                                           | Страна                                       | Направление                                       |
| ---- | ----------------------------------------------------------------- | -------------------------------------------- | ------------------------------------------------- |
| 2008 | Цоллер, Петер Сирак, Хуан Игнасио                                 | Австрия · Испания                            | Фундаментальные науки                             |
| 2008 | Массаге, Хоан                                                     | Испания                                      | Биомедицина                                       |
| 2008 | Броекер, Уоллес                                                   | США                                          | Изменение климата                                 |
| 2008 | Уильям Лоренс Томас Лавджой                                       | США · США                                    | Экология и сохранение биологического разнообразия |
| 2008 | Зив, Якоб                                                         | Израиль                                      | Инфокоммуникационные технологии                   |
| 2008 | Тироль, Жан                                                       | Франция                                      | Экономика, финансы и менеджмент                   |
| 2008 | Abdul Latif Jameel Poverty Action Lab                             | США                                          | Сотрудничество в целях развития                   |
| 2008 | Стивен Холл                                                       | США                                          | Искусства                                         |
| 2009 | Зэйр, Ричард Фишер, Майкл                                         | США · Великобритания                         | Фундаментальные науки                             |
| 2009 | Лефковиц, Роберт                                                  | США                                          | Биомедицина                                       |
| 2009 | Клаус Хассельман                                                  | Германия                                     | Изменение климата                                 |
| 2009 | Питер Райх                                                        | США                                          | Экология и сохранение биологического разнообразия |
| 2009 | Кайлат, Томас                                                     | США                                          | Инфокоммуникационные технологии                   |
| 2009 | Зонненшайн, Хьюго Мас-Колелл, Андреу                              | США · Испания                                | Экономика, финансы и менеджмент                   |
| 2009 | Development Research Institute                                    | США                                          | Сотрудничество в целях развития                   |
| 2009 | Альфтер, Кристобаль                                               | Испания                                      | Академическая музыка                              |
| 2010 | Соморджай, Габор                                                  | США                                          | Фундаментальные науки                             |
| 2010 | Яманака, Синъя                                                    | Япония/ США                                  | Биомедицина                                       |
| 2010 | Николас Стерн                                                     | Великобритания                               | Изменение климата                                 |
| 2010 | Уилсон, Эдвард Осборн                                             | США                                          | Экология и сохранение биологического разнообразия |
| 2010 | Кнут, Дональд Эрвин                                               | США                                          | Инфокоммуникационные технологии                   |
| 2010 | Хансен, Ларс Петер                                                | США                                          | Экономика, финансы и менеджмент                   |
| 2010 | International Rice Research Institute (IRRI)                      | Финляндия                                    | Сотрудничество в целях развития                   |
| 2010 | Лахенман, Хельмут                                                 | Германия                                     | Академическая музыка                              |
| 2011 | Кело, Дидье Майор, Мишель                                         | Швейцария · Швейцария                        | Фундаментальные науки                             |
| 2011 | Варшавский, Александр Яковлевич                                   | СССР/ США                                    | Биомедицина                                       |
| 2011 | Хельд, Исаак                                                      | США                                          | Изменение климата                                 |
| 2011 | Дженсен, Дэниэл Хант                                              | США                                          | Экология и сохранение биологического разнообразия |
| 2011 | Мид, Карвер                                                       | США                                          | Инфокоммуникационные технологии                   |
| 2011 | Дитон, Энгус                                                      | Великобритания                               | Экономика, финансы и менеджмент                   |
| 2011 | Ciro de Quadros                                                   | Бразилия                                     | Сотрудничество в целях развития                   |
| 2011 | Шаррино, Сальваторе                                               | Италия                                       | Академическая музыка                              |
| 2012 | Мамфорд, Дэвид Добеши, Ингрид                                     | Великобритания · Бельгия                     | Фундаментальные науки                             |
| 2012 | Фридман, Джеффри Коулман, Дуглас                                  | США · Канада                                 | Биомедицина                                       |
| 2012 | Сьюзан Соломон                                                    | США                                          | Изменение климата                                 |
| 2012 | Джейн Любченко                                                    | США                                          | Экология и сохранение биологического разнообразия |
| 2012 | Лотфи Заде                                                        | США                                          | Инфокоммуникационные технологии                   |
| 2012 | Милгром, Пол                                                      | США                                          | Экономика, финансы и менеджмент                   |
| 2012 | DNDi                                                              | Швейцария                                    | Сотрудничество в целях развития                   |
| 2012 | Булез, Пьер                                                       | Франция                                      | Академическая музыка                              |
| 2013 | Урбан, Кнут Розе, Харальд Хайдер, Максимилиан                     | Германия · Германия · Австрия                | Фундаментальные науки                             |
| 2013 | Бёрд, Эдриан                                                      | Великобритания                               | Биомедицина                                       |
| 2013 | Кристофер Филд                                                    | США                                          | Изменение климата                                 |
| 2013 | Эрлих, Пол                                                        | США                                          | Экология и сохранение биологического разнообразия |
| 2013 | Минский, Марвин Ли                                                | США                                          | Инфокоммуникационные технологии                   |
| 2013 | Хелпман, Элханан                                                  | Израиль                                      | Экономика, финансы и менеджмент                   |
| 2013 | Pratham                                                           | Индия                                        | Сотрудничество в целях развития                   |
| 2013 | Райх, Стивен                                                      | США                                          | Академическая музыка                              |
| 2014 | Стивен Бухвальд                                                   | США                                          | Фундаментальные науки                             |
| 2014 | Шлессингер, Джозеф Сойерс, Чарльз Хантер, Энтони                  | США · США · Великобритания                   | Биомедицина                                       |
| 2014 | Ричард Элли                                                       | США                                          | Изменение климата                                 |
| 2014 | Дэвид Тилман                                                      | США                                          | Экология и сохранение биологического разнообразия |
| 2014 | Клейнрок, Леонард                                                 | США                                          | Инфокоммуникационные технологии                   |
| 2014 | Бланделл, Ричард Кард, Дэвид                                      | Великобритания · Канада                      | Экономика, финансы и менеджмент                   |
| 2014 | Helen Keller International                                        | США                                          | Сотрудничество в целях развития                   |
| 2014 | Куртаг, Дьёрдь                                                    | Венгрия                                      | Академическая музыка                              |
| 2015 | Муханов, Вячеслав Фёдорович Хокинг, Стивен                        | Россия/ Германия · Великобритания            | Фундаментальные науки                             |
| 2015 | Геро Мизенбёк Дейссерот, Карл Бойден, Эдвард                      | Австрия/ Великобритания · США · США          | Биомедицина                                       |
| 2015 | Вирабхадран Раманатан                                             | Индия                                        | Изменение климата                                 |
| 2015 | Хански, Илкка                                                     | Финляндия                                    | Экология и сохранение биологического разнообразия |
| 2015 | Кук, Стивен Артур                                                 | Канада                                       | Инфокоммуникационные технологии                   |
| 2015 | Уилсон, Роберт                                                    | США                                          | Экономика, финансы и менеджмент                   |
| 2015 | Равальон, Мартин                                                  | Австралия                                    | Сотрудничество в целях развития                   |
| 2015 | Апергис, Жорж                                                     | Греция                                       | Академическая музыка                              |
| 2016 | Эфрон, Брэдли Кокс, Дэвид                                         | США · Великобритания                         | Фундаментальные науки                             |
| 2016 | Франсиско Мохика Даудна, Дженнифер Шарпантье, Эмманюэль           | Испания · США · Франция                      | Биомедицина                                       |
| 2016 | Джеймс Хансен Сюкуро Манабэ                                       | США · Япония                                 | Изменение климата                                 |
| 2016 | Мартен Схеффер Джин Лайкенс                                       | Нидерланды · США                             | Экология и сохранение биологического разнообразия |
| 2016 | Джеффри Хинтон                                                    | Великобритания                               | Информационно-коммуникационные технологии         |
| 2016 | Дарон Аджемоглу                                                   | Турция                                       | Экономика, финансы и менеджмент                   |
| 2016 | Pedro Alonso Peter Myler                                          | Испания · США                                | Сотрудничество в целях развития                   |
| 2016 | София Губайдулина                                                 | Россия                                       | Академическая музыка                              |
| 2017 | Ягхи, Омар                                                        | США                                          | Фундаментальные науки                             |
| 2017 | Эллисон, Джеймс                                                   | США                                          | Биомедицина                                       |
| 2017 | Нордхаус, Уильям                                                  | США                                          | Изменение климата                                 |
| 2017 | Питер Рэймонд Грант Розмари Грант                                 | Великобритания · Великобритания              | Экология и сохранение биологического разнообразия |
| 2017 | Шамир, Ади Ривест, Рональд Линн Микали, Сильвио Гольдвассер, Шафи | Израиль · США · Италия · Израиль             | Информационно-коммуникационные технологии         |
| 2017 | Портер, Роберт Пейкс, Ариэль Бреснахан, Тимоти                    | Канада · Израиль · США                       | Экономика, финансы и менеджмент                   |
| 2017 | Нубия Муньос                                                      | Колумбия                                     | Сотрудничество в целях развития                   |
| 2017 | Саариахо, Кайя                                                    | Финляндия                                    | Академическая музыка                              |
| 2018 | Кейн, Чарльз Меле, Юджин                                          | США                                          | Фундаментальные науки                             |
| 2018 | Гордон, Джеффри Айван                                             | США                                          | Биомедицина                                       |
| 2018 | Казенав, Анни Чёрч, Джон Александр Джонатан М. Грегори            | Франция · Австралия · Великобритания         | Изменение климата                                 |
| 2018 | Дейли, Гретхен Мейс, Джорджина                                    | США · Великобритания                         | Экология и сохранение биологического разнообразия |
| 2018 | Сазерленд, Айвен                                                  | США                                          | Информационно-коммуникационные технологии         |
| 2018 | Голдин, Клаудия                                                   | США                                          | Экономика, финансы и менеджмент                   |
| 2018 | Хомский, Ноам                                                     | США                                          | Гуманитарные и социальные науки                   |
| 2018 | Адамс, Джон Кулидж                                                | США                                          | Академическая музыка                              |
| 2019 | Беннетт, Чарльз (физик) Брассар, Жиль Шор, Питер                  | США · Канада                                 | Фундаментальные науки                             |
| 2019 | Холл, Майкл (биолог) Сабатини, Дэвид                              | США                                          | Биомедицина                                       |
| 2019 | Эмануель, Керри                                                   | США                                          | Изменение климата                                 |
| 2019 | Поли, Даниель Terry Hughes (scientist) Дуарте, Карлос             | Франция · Австралия · Испания                | Экология и сохранение биологического разнообразия |
| 2019 | Изабелл Гийон Бернхард Шёлькопф Владимир Вапник                   | Франция · Германия · США                     | Информационно-коммуникационные технологии         |
| 2019 | Агьон, Филипп Ховитт, Питер Уилкинсон                             | Франция · Канада                             | Экономика, финансы и менеджмент                   |
| 2019 | Фиске, Сьюзен Тейлор, Шелли                                       | США                                          | Социальное познание                               |
| 2019 | Пярт, Арво Августович                                             | Эстония                                      | Академическая музыка                              |
| 2020 | Пол Аливизатос Михаэль Гретцель                                   | США · Швейцария                              | Фундаментальные науки                             |
| 2020 | Дэвид Джулиус Ардем Патапутян                                     | США · Ливан/ США                             | Биология и биомедицина                            |
| 2020 | Дэвид Паттерсон Джон Лерой Хеннесси                               | США                                          | Информационно-коммуникационные технологии         |
| 2020 | Марк Вестоби Сандра Диас Сандра Лаворель                          | Австралия · Аргентина · Франция              | Изменение климата и науки об окружающей среде     |
| 2020 | Бен Бернанке Марк Гертлер Нобухиро Киётаки Джон Мур               | США · США · Япония · Великобритания          | Экономика, финансы и менеджмент                   |
| 2020 | Джеральд Холтон                                                   | Германия/ США                                | Социальное познание                               |
| 2020 | Петер Этвёш                                                       | Венгрия                                      | Академическая музыка                              |
| 2021 | Жан-Франсуа Ле Галь Чарльз Фефферман                              | Франция · США                                | Фундаментальные науки                             |
| 2021 | Дрю Вайсман Каталин Карико Роберт Лэнгер                          | США · Венгрия/ США · США                     | Биология и биомедицина                            |
| 2021 | Джуда Перл                                                        | Израиль/ США                                 | Информационно-коммуникационные технологии         |
| 2021 | Саймон Левин Стюард Пикетт Ленор Фариг                            | США · США · Канада                           | Изменение климата и науки об окружающей среде     |
| 2021 | Мэтью Джексон                                                     | США                                          | Экономика, финансы и менеджмент                   |
| 2021 | Марк Грановеттер                                                  | США                                          | Социальное познание                               |
| 2021 | Филип Гласс                                                       | США                                          | Академическая музыка                              |
| 2022 | Пол Коркум Ференц Краус Анн Л’Юилье                               | Канада · Венгрия/ Германия · Франция/ Швеция | Фундаментальные науки                             |
| 2022 | Дэвид Бейкер Джон Джампер Демис Хассабис                          | США · США · Великобритания                   | Биология и биомедицина                            |
| 2022 | Альберто Санджованни-Винчентелли                                  | Италия/ США                                  | Информационно-коммуникационные технологии         |
| 2022 | Сьюзан Альбертс Джинн Альтманн Марлен Зук                         | США                                          | Изменение климата и науки об окружающей среде     |
| 2022 | Тимоти Бесли Торстен Перссон Гвидо Табеллини                      | Великобритания · Швеция · Италия             | Экономика, финансы и менеджмент                   |
| 2022 | Стивен Пинкер Питер Сингер                                        | Канада · Австралия                           | Социальное познание                               |
| 2022 | Томас Адес                                                        | Великобритания                               | Академическая музыка                              |
| 2021 | Жан-Франсуа Ле Галь Чарльз Фефферман                              | Франция · США                                | Фундаментальные науки                             |
| 2021 | Дрю Вайсман Каталин Карико Роберт Лэнгер                          | США · Венгрия/ США · США                     | Биология и биомедицина                            |
| 2021 | Джуда Перл                                                        | Израиль/ США                                 | Информационно-коммуникационные технологии         |
| 2021 | Саймон Левин Стюард Пикетт Ленор Фариг                            | США · США · Канада                           | Изменение климата и науки об окружающей среде     |
| 2021 | Мэтью Джексон                                                     | США                                          | Экономика, финансы и менеджмент                   |
| 2021 | Марк Грановеттер                                                  | США                                          | Социальное познание                               |
| 2021 | Филип Гласс                                                       | США                                          | Академическая музыка                              |
| 2023 | Клэр Вуазен Яков Элиашберг                                        | Франция · США                                | Фундаментальные науки                             |
| 2023 | Кадзутоси Мори Питер Уолтер Франц-Ульрих Хартль Артур Хорвич      | Япония · США · Германия · США                | Биология и биомедицина                            |
| 2023 | Такэо Канадэ                                                      | Япония                                       | Информационно-коммуникационные технологии         |
| 2023 | Родольфо Дирзо Херардо Себальос                                   | Мексика                                      | Изменение климата и науки об окружающей среде     |
| 2023 | Парта Дасгупта                                                    | Индия/ Великобритания                        | Экономика, финансы и менеджмент                   |
| 2023 | Эльке Вебер                                                       | США                                          | Социальное познание                               |
| 2023 | Джордж Бенджамин                                                  | Великобритания                               | Академическая музыка                              |